# کوراتو
کوراتو (به ایتالیایی: Corato) یک کومونه در ایتالیا است که در استان باری واقع شده‌است. این شهر در حدود 40 کیلومتری (25 مایلی) شمال غربی شهر باری قرار دارد و جمعیتی حدود 50000 نفر دارد. کوراتو به‌خاطر مرکز تاریخی‌اش، که دارای کلیساها، کاخ‌ها، و دیگر بناهای دیدنی معماری و همچنین تولید شراب و روغن زیتون است، شهرت دارد.

## خصوصیات
کوراتو ۱۶۷ کیلومترمربع مساحت و ۴۸٬۲۷۰ نفر جمعیت دارد و ۲۳۲ متر بالاتر از سطح دریا واقع شده‌است.

## خواهرخوانده
شهر گرونوبل خواهرخواندهٔ کوراتو هست.